# Eduardo Madeo
Eduardo Casiano Alfonso Madeo Russo (Provincia de Salta, 13 de agosto de 1931 - 30 de mayo de 2013) fue un músico y cantante argentino de origen italiano de folclore. Integró el famoso grupo folclórico argentino Los Fronterizos. Era hijo de italianos que inmigraron a Argentina a comienzos del siglo XX y el menor de tres hermanos.

## Carrera artística
Sus primeras incursiones en la música se remontan a su etapa escolar, cuando integraba un coro mixto en su colegio. Después integró y fue socio fundador del Coro Polifónico de Salta.
Desde principios de la década de 1950 integró el conjunto "Los Coyuyos", que después abandonó para iniciar sus estudios superiores en  Córdoba pero al que regresó en 1952. En 1953, se presentó con el grupo en una actuación en la que conoció a Los Fronterizos, en ese entonces integrado por Carlos Barbarán, "Cacho" Valdez y Gerardo López. Al año siguiente, viajó nuevamente a Córdoba, donde fue celador del Colegio Monserrat e integrante del Coro del Teatro Rivera Indarte. Sin embargo, regresó a Salta y pasó a integrarse en Los Fronterizos, siendo el registro más agudo y ejecutante del bombo legüero.
Fue parte del conjunto durante más de 20 años, participó de las presentaciones más célebres del conjunto, como Coronación del folklore (1963), la Misa Criolla (1964, donde realiza como solista la obra El Nacimiento) o Color en folklore (1965), incursionó en la composición musical (como Zamba del carbonero, con la poesía de Manuel José Castilla) y estuvo en las más diversas latitudes del mundo llevando la  Música folklórica argentina, hasta que disidencias con el conjunto acabaron con su retiro artístico en 1978, desistiendo de participar de la nueva versión que se preparaba para la Misa criolla. Su lugar fue ocupado por el cordobés Omar Jara.

## Actividad posterior
Durante la década de 1990, estuvo a cargo de la Dirección de Acción Cultural del Ministerio de Educación de la Provincia de Salta. Desde finales de 1997 hasta 1998 se desempeñó como director general de Cultura de la Municipalidad de Salta.
A pesar de su retiro artístico, regresó en diversas ocasiones a presentarse, principalmente para reencontrarse con los antiguos miembros de Los Fronterizos, por ejemplo, al cumplirse 50 años de la trayectoria de Ariel Ramírez, o cuando fue convocado para interpretar junto a los exintegrantes la Misa Criolla, en 1999.
En el año 2000, reinició su carrera artística junto a Eduardo Yayo Quesada y a Gerardo López, en un proyecto encabezado por Ariel Carrascosa llamado Nuevamente juntos. Con ellos, recorrió diversos festivales en Argentina y realizó numerosos viajes a España donde el proyecto gozó de muy buena crítica. 
En el año 2006 se retiró definitivamente de la vida artística, por problemas de salud. Falleció en Salta el 31 de mayo de 2013.

## Filmografía
- El canto cuenta su historia (1976) Grupo "Los Fronterizos"
- Argentinísima II (1973) Grupo "Los Fronterizos"
- Bicho raro (1965) Grupo "Los Fronterizos"
- Cosquín, amor y folklore (1965) Grupo "Los Fronterizos"